# NWA World Tag Team Championship (Idaho/Utah version)
L'NWA World Tag Team Championship (Salt Lake Wrestling Club version) è stato un titolo della divisione tag team della federazione Salt Lake Wrestling Club, associata alla National Wrestling Alliance (NWA) ed era difeso nei territori del Idaho e Utah.
Il titolo fu attivo dal 1955, anno in cui fu importato da altri territori, fino al 1959, quando la federazione cessò le attività.

## Storia
I territori della National Wrestling Alliance erano tenuti a riconoscere un solo campione mondiale dei pesi massimi, ma la NWA consentiva ad ognuno di essi di stabilire un titolo mondiale di coppia, rendendoli di fatto dei titoli regionali, a discapito del nome.
Il territorio iniziò a riconoscere il team di Guy Brunetti e Joe Tangaro come propri campioni nel 1955, nonostante non fosse chiaro se i due erano detentori di altre versioni del titolo. Il Salt Lake Wrestling Club promosse il suo titolo principalmente in Utah, ma con alcuni eventi anche negli stati di Idaho e Washington.
Il titolo fu disattivato nel giugno 1959, quando la Salt Lake Wrestling Club chiuse i battenti. Negli anni successivi il territorio lasciò la NWA per unirsi alla American Wrestling Association, che promuoveva l'AWA World Tag Team Championship come alloro massimo della divisione tag team.

## Albo d'oro
| Legenda  |                                                                               |
| -------- | ----------------------------------------------------------------------------- |
| #        | Indica il numero del regno titolato                                           |
| Regno    | Viene indicato il numero del regno del campione                               |
| Data     | La data in cui il titolo è stato vinto                                        |
| Località | Indica il luogo in cui il titolo è stato vinto                                |
| Note     | Indica notizie particolari riguardanti i cambi di titolo o altre informazioni |

| #                                 | Campione                          | Regno | Data              | Giorni | Località             | Evento     | Note                                                                                                   | Fonti |
| --------------------------------- | --------------------------------- | ----- | ----------------- | ------ | -------------------- | ---------- | --- | ----- |
| 1                                 | Guy Brunetti e Joe Tangaro        | 1     | 29 dicembre 1955  | 135    | --                   | House show | Non è noto come i due divennero campioni e nemmeno se il titolo nacque da un'altra versione regionale. |       |
| 2                                 | Yvon Quimet e Roy Shire           | 1     | 12 maggio 1956    | --     | Ogden, Utah          | House show | |       |
| Storia del titolo non documentata |                                   |       |                   |        |                      |            | |       |
| 3                                 | Kit Fox e Roger McKay             | 1     | 5 ottobre 1956    | --     | --                   | House show | |       |
| Storia del titolo non documentata |                                   |       |                   |        |                      |            | |       |
| 4                                 | Yvon Quimet e Roy Shire           | 2     | dicembre 1956     | --     | Spokane, Washington  | House show | |       |
| 5                                 | Frank Jares e Great Sasaki        | 1     | 10 dicembre 1956  | 11     | Idaho Falls, Idaho   | House show | |       |
| 6                                 | Guy Brunetti e Joe Tangaro        | 2     | 21 dicembre 1956  | 7      | Salt Lake City, Utah | House show | |       |
| 7                                 | Frank Jares e Great Sasaki        | 2     | 28 dicembre 1956  | 1      | Salt Lake City, Utah | House show | |       |
| 8                                 | Guy Brunetti e Joe Tangaro        | 3     | 29 dicembre 1956  | 8      | Ogden, Utah          | House show | |       |
| 9                                 | Frank Jares e Great Sasaki        | 3     | 6 gennaio 1957    | 1      | --                   | House Show | |       |
| —                                 | Vacante                           | —     | 7 gennaio 1957    | —      | —                    | —          | Il titolo fu reso vacante quando Great Sasaki tornò in Giappone.                                       |       |
| 10                                | Vern Taft e Cliff Thiede          | 1     | 7 gennaio 1957    | --     | --                   | House show | |       |
| Storia del titolo non documentata |                                   |       |                   |        |                      |            | |       |
| 11                                | Johnny James e Jesse James        | 1     | marzo 1957        | --     | Ogden, Utah          | House show | |       |
| 12                                | Tosho Togo e Great Sasaki (2)     | 1     | 20 marzo 1957     | 7      | Ogden, Utah          | House show | |       |
| 13                                | Johnny James e Jesse James        | 2     | 27 marzo 1957     | 29     | Ogden, Utah          | House show | |       |
| 14                                | Tosho Togo (2) e Great Sasaki (3) | 2     | 25 aprile 1957    | 25     | --                   | House show | |       |
| 15                                | Henry Lenz e Stretch Parks        | 1     | 20 maggio 1957    | 46     | Idaho Falls, Idaho   | House show | |       |
| 16                                | Rocky Monroe e The Bat            | 1     | 5 luglio 1957     | --     | Salt Lake City, Utah | House show | |       |
| Storia del titolo non documentata |                                   |       |                   |        |                      |            | |       |
| 17                                | The Bat (2) e Eric the Great      | 1     | 19 novembre 1957  | --     | --                   | House Show | |       |
| Storia del titolo non documentata |                                   |       |                   |        |                      |            | |       |
| 18                                | Tony Borne e Rey Urbano           | 1     | 8 febbraio 1958   | --     | --                   | House Show | |       |
| Storia del titolo non documentata |                                   |       |                   |        |                      |            | |       |
| 19                                | Tony Borne (2) e Paul DeGalles    | 1     | 11 marzo 1958     | 3      | --                   | House Show | |       |
| 20                                | Gino Angelo e Tony Silipini       | 1     | 14 marzo 1958     | 91     | Salt Lake City, Utah | House show | |       |
| 21                                | Mitsu Arakawa e The Bat (3)       | 1     | 13 giugno 1958    | 46     | Salt Lake City, Utah | House show | |       |
| 22                                | Lou Newman e Reggie Siki          | 1     | 29 luglio 1958    | 48     | Twin Falls, Idaho    | House show | Il cambio di titolo fu ripetuto il 4 agosto 1958 a Idaho Falls.                                        |       |
| 23                                | Oni Wiki Wiki e Prince Maiava     | 1     | 15 settembre 1958 | 32     | Idaho Falls, Idaho   | House show | |       |
| 24                                | Lou Newman e Ox Anderson          | 1     | 17 ottobre 1958   | 35     | Salt Lake City, Utah | House show | |       |
| 25                                | Bill Melby e Blue Avenger         | 1     | 21 novembre 1958  | 14     | Salt Lake City, Utah | House show | |       |
| 26                                | Mighty Milo e Lou Newman (2)      | 1     | 5 dicembre 1958   | --     | Salt Lake City, Utah | House show | |       |
| Storia del titolo non documentata |                                   |       |                   |        |                      |            | |       |
| 27                                | Tony Borne (2) e The Bat (4)      | 1     | 16 aprile 1959    |        | --                   | House Show | |       |
| —                                 | Vacante                           | —     | 21 aprile 1959    | —      | —                    | —          | Reso vacante in seguito ad un incontro titolato finito in parità.                                      |       |
| 28                                | Bill Melby (2) e Kit Fox          | 1     | 22 maggio 1959    |        | --                   | House show | Potrebbero aver ricevuto il titolo direttamente in seguito allo split di Borne e The Bat.              |       |
| 29                                | Chico Garcia e Chet Wallick       | 1     | 2 giugno 1969     |        | Twin Falls, Idaho    | House show | Il cambio di titolo fu ripetuto l'11 giugno a Idaho Falls.                                             |       |
| —                                 | Disattivato                       | —     | 1959              | —      | —                    | —          | Il titolo fu disattivato con la chiusura della federazione.                                            |       |